# منطقة وصاية أجام
منطقة وصاية أجام (بالإندونيسية: Kabupaten Agam)‏ هي منطقة وصاية فيسومطرة الغربية، اندونيسيا. تبلغ مساحتها 2232.30 km²  ويبلغ عدد سكانها 455484 في تعداد عام 2010 ؛ في يناير 2014 ارتفع هذا إلى 47890. العاصمة لوبوك باسونج . مدينة بوكيتنغي محاطة بهذه الوصاية لكنها ليست مدرجة إدارياً فيها.
بحيرة ماننجاو، بحيرة فوهية، هي معالم معروفة في المنطقة، وتستخدم كموقع للطيران المظلي . هذه البحيرة هي أيضا وجهة سياحية رئيسية في سومطرة الغربية.

## روابط خارجية
- Kabupaten Agam - أجام ريجنسي الحكومة (بالإندونيسية)